# Gephyrina alba
Gephyrina alba är en spindelart som beskrevs av Simon 1895. Gephyrina alba ingår i släktet Gephyrina och familjen snabblöparspindlar.
Artens utbredningsområde är Venezuela. Inga underarter finns listade i Catalogue of Life.